# آنجلو کاتانئو
آنجلو کاتانئو (ایتالیایی: Angelo Cattaneo؛ 13 June 1901 – ۱۹۸۶ (۸۴−۸۵ سال)) دوچرخه‌سوار اهل ایتالیا بود. وی در بازی‌های المپیک تابستانی ۱۹۲۸ شرکت کرده است.